# Distenia formosana
Distenia formosana es una especie de escarabajo longicornio del género Distenia, categorizada en la tribu Disteniini, de la orden Coleoptera. Fue descrita por Mitono en 1936.

## Descripción
Mide 21-25 mm de longitud.

## Distribución
Se distribuye por China.